# Passage Jean-Beausire
Passage Jean-Beausire är en passage i Quartier de l'Arsenal i Paris fjärde arrondissement. Passagen är uppkallad efter den franske arkitekten Jean Beausire (1651–1743). Passage Jean-Beausire börjar vid Rue Jean-Beausire 11 och slutar vid Rue des Tournelles 12.

## Omgivningar
- Saint-Paul-Saint-Louis
- Impasse Jean-Beausire

## Bilder
| - Saint-Paul-Saint-Louis. - Impasse Jean-Beausire. |

## Kommunikationer
- Tunnelbana – linjerna    – Bastille
- Tunnelbana – linje  – Chemin Vert
- Busshållplats Bastille – Beaumarchais – Paris bussnät

### Webbkällor
- ”Passage Jean-Beausire”. Mairie de Paris. https://web.archive.org/web/20160303222457/http://www.v2asp.paris.fr/commun/v2asp/v2/nomenclature_voies/Voieactu/4771.nom.htm. Läst 16 oktober 2023.
- ”Passage Jean-Beausire”. Les rues de Paris. https://web.archive.org/web/20190926214845/http://www.parisrues.com/rues04/paris-04-passage-jean-beausire.html. Läst 16 oktober 2023.